# 服部新佐
服部 新佐（はっとり しんすけ、1915年8月10日 - 1992年5月12日）は日本の植物学者である。南九州の蘚苔類の研究で知られる。

## 略歴
宮崎県日南市飫肥に生まれた。第七高等学校を経て東京帝国大学理学部に入学し、卒業後東京科学博物館（現、国立科学博物館）で働いた。1946年に、家業の林業を継ぐため帰郷し、日南市に服部植物研究所を設立した。林業の傍ら、当時、研究がほとんどなされていなかった蘚苔類の研究を行い、南九州に分布する蘚苔類の分類学的研究を行い、その後日本各地、アジアやニューギニアの蘚苔類の研究も行った。服部植物研究所は蘚苔類の国際的な研究センターになった。胞子体がなく特徴的な配偶体をもつナンジャモンジャゴケ（Takakia lepidozioides）を記載したことでも知られる。1977年から日本蘇苔類学会会長を務め、1977年に朝日賞を受賞した。
ウロコゴケ目ツボミゴケ科の属名、Hattoria（和名、ヤクシマアミバゴケ）やヒメシダ科（Thelypteridaceae）の種、Metathelypteris hattorii (H.Ito) Chingに献名されている。